# 阴毛初现

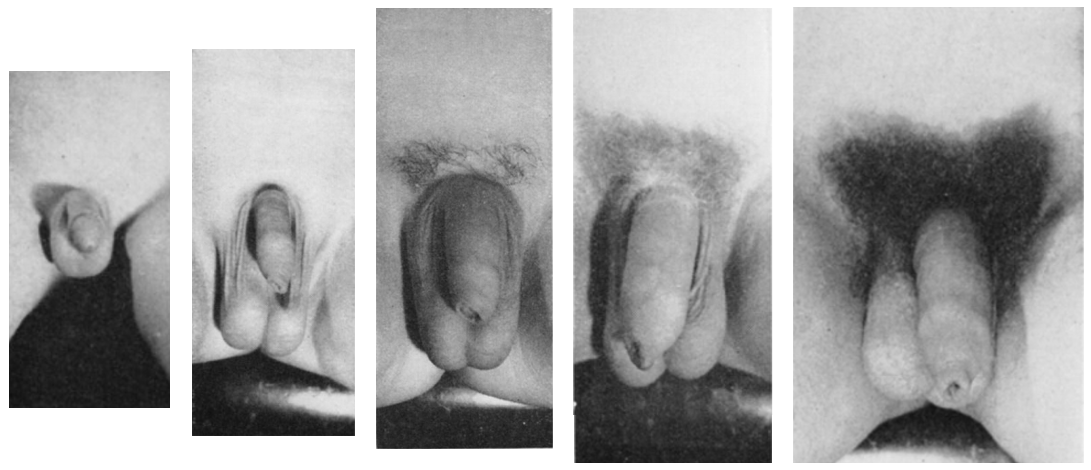
五个人类阴茎的发育阶段

阴毛初现是指儿童陰毛的首次出现，青春期的一种身体变化，但不应与之等同，因为它可能与整个青春期没有任何关系。阴毛初现通常是由腎上腺或睾丸产生的雄激素的增多导致的，但儿童也会因暴露于同化類固醇下而阴毛初现。

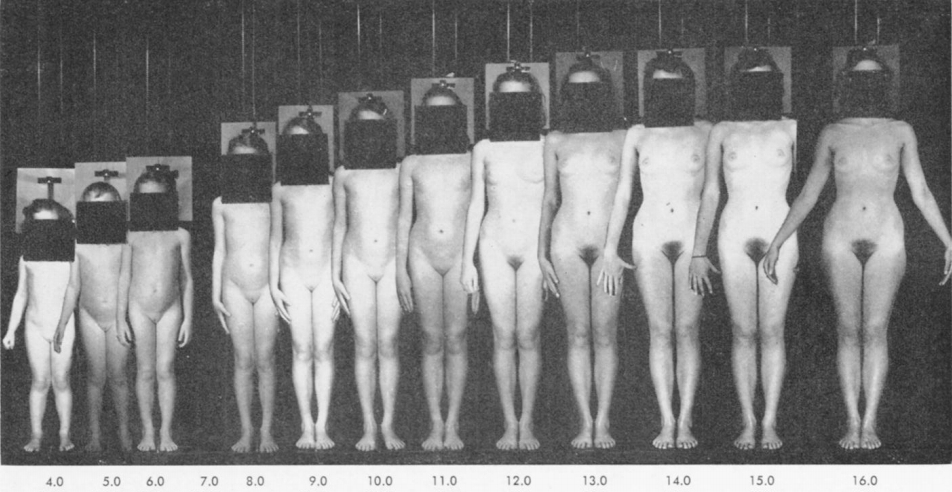
青春期女性生殖器和阴毛的发育阶段

当阴毛初现过早发生（在儿童早期或中期）的时候，称之为阴毛早现（premature pubarche），可能有必要进行评估。肾上腺机能早现是阴毛早发育的最常见的原因。比较少见的原因包括性早熟、先天性腎上腺增生以及产生雄激素的肾上腺或生殖腺肿瘤。当肾上腺功能初现、中枢性性早熟及所有病理条件都已排除，单纯性阴毛早现，此术语用来描述不伴有青春期其他的激素及或身体变化的不明原因的阴毛早发育。

## 起始平均年龄
阴毛初生起始平均年龄会因气候、营养、体重、发育、和基因等诸多因素而变化。青春期前很久的6-10岁由于肾上腺皮质机能初现而首次（通常短暂的）出现阴毛。
在青春期，女孩的阴毛初现往往发生的比男孩早，就如同大多数青春期阶段以及整个青春期一样。女性的平均年龄为10-13岁，男性为10-14岁。

### 青春期現象
- 第二性徵
- 男性：初精
- 女性：初潮（初經）、乳房初长
- 性腺初育

### 青春期資訊
- 衛生福利部國民健康署-健康九九網站-青春好漾館 （页面存档备份，存于）
- 香港特別行政區政府衛生署學生健康服務-性教育 （页面存档备份，存于）